# Festung Zegrze

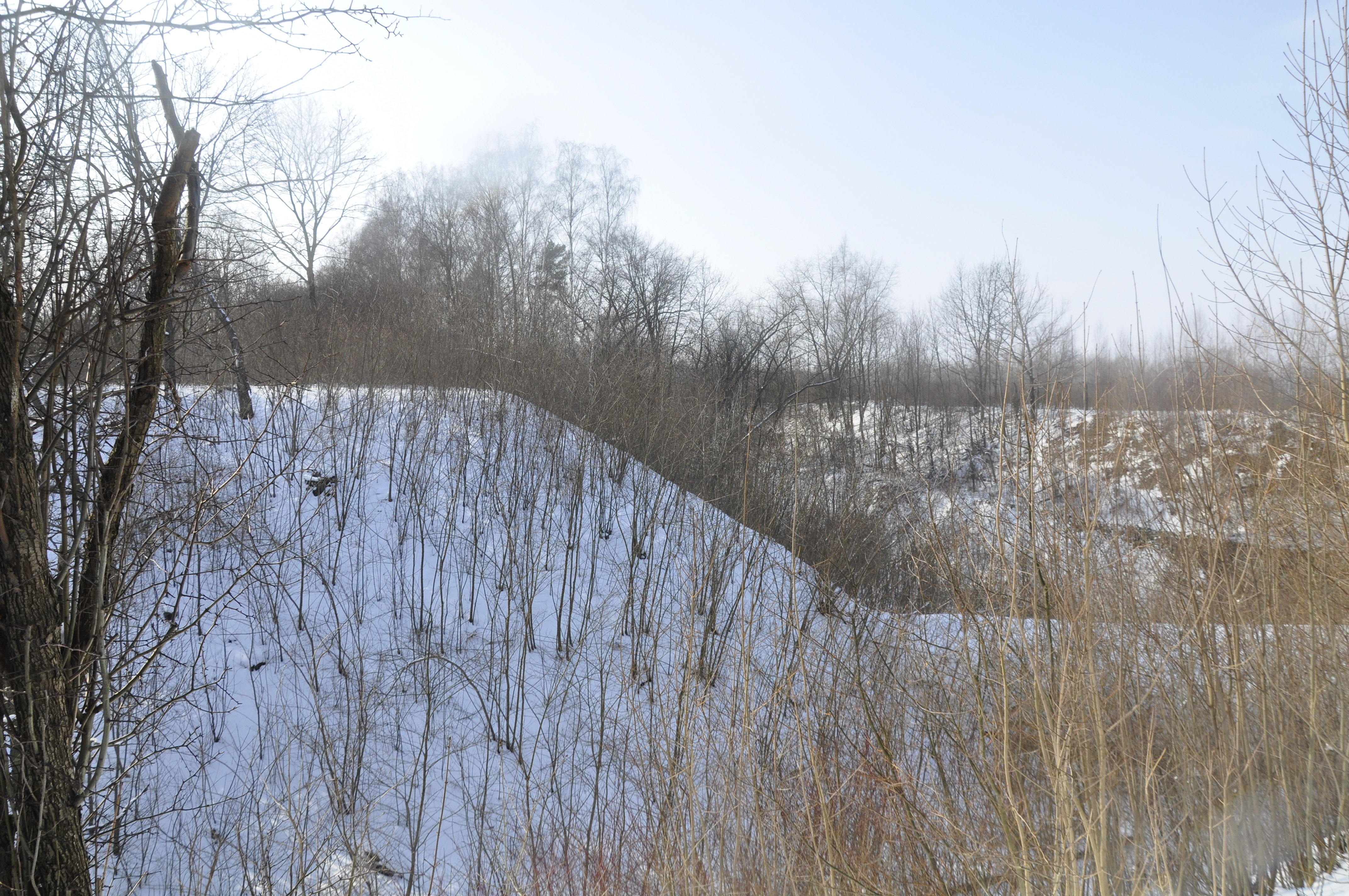
Die überwachsenen Anlagen im Innenbereich der großen Forts in Zegrze

Die Festung Zegrze (polnisch: Twierdza Zegrze, im Deutschen zeitweise als Festung Segshe oder Segrshe bezeichnet) ist eine Ende des 19. Jahrhunderts angelegte Festungsanlage, die zusammen mit den Festungen in Warschau und Modlin das polnische Festungsdreieck im Großraum Warschau bildete. Die zweiteilige Festung Zegrze liegt heute am 1963 entstandenen Stausee Jezioro Zegrzyńskie in der Ortschaft Zegrze im Landkreis Legionowo.

## Geschichte
Die beiden Anlagen, die in ihren Dimensionen eher einem – allerdings sehr stark befestigten – Brückenkopf denn einer eigenständigen Festung gleichen, wurden zwischen 1892 und 1895 in der damaligen Nähe des Nordufers des Narew für die russische Armee erbaut. Zar Alexander II. hatte bereits 1873 angeordnet, die als strategisch wichtig eingestufte, hier seit Beginn des 19. Jahrhunderts bestehende Holzbrücke über den Narew zu sichern. Der Komplex war außerdem in die Verteidigung des Großraumes Warschau in nördlicher Richtung eingebunden und diente der Flankensicherung der knapp 25 Kilometer westlich liegenden Großfestung (Festung Erster Klasse) Modlin. Ein ursprünglich für 1879 geplanter Baubeginn konnte aus finanziellen Gründen nicht realisiert werden. Der Bau der beiden Anlagen 13 Jahre später fiel dann auch erheblich kleiner aus, als ursprünglich vom russischen Festungsbaumeister Nestor Bujnicki geplant.
Die beiden Festungsanlagen in Zegrze liegen rund 1000 Meter auseinander und waren durch einen Verteidigungswall miteinander verbunden. Die bereits komplett in Betonbauweise errichtete Anlage gehörte seinerzeit zu den modernsten Bauten russischer Militäringenieure. Die der Landschaft folgenden, asymmetrischen Grundrisse der beiden Festungen erinnern an die von Bergfestungen. Die solchermaßen gestaltete Anlage ermöglichte eine Hauptverteidigung in nord- und nordostwärtiger Richtung. Eine Schmalspurbahn, die entlang des Verbindungswalles verlief, verband die beiden Festen miteinander.

„Zegrze ist ein rechtsseitiger Brückenkopf, besteht aus zwei sehr nahe am Bug-Narew liegenden starken, permanenten Werken (einem Hauptwerk und einem Flügelwerk, verbunden durch eine für Infanterieverteidigung eingerichtete Verbindungslinie) und einer zurückgezogenen Stellung am linken Bug-Narew-Ufer. Die Ausdehnung beträgt am rechten Ufer 2,5 Kilometer.“

Der Verbindungswall, der neben der Bahnlinie auch einer Verbindungsstraße Deckung bot, war mit einem trockenen Graben sowie Infanteriestellungen ausgestattet. Außerdem befand sich hier eine Einzelbatterie mit mehreren Geschützen.
Zusätzlich zu den beiden Forts entstanden in der Ortschaft Zegrze weitere militärische Gebäude. Die beiden ab 1901 errichteten Anschlussforts in Dębe und Beniaminów, die im Nordwesten die Verteidigungslinie nach Modlin, im Südosten zur Festung Warschau schlossen, unterstanden ebenfalls der Festungskommandantur von Zegrze. Zwei weitere geplante Forts in Richtung Warschau (Fort Maciołki und Fort Pustelni) wurden nicht mehr gebaut. Im Gegensatz zu den Forts in Dębe und Beniaminów sind die beiden Anlagen in Zegrze gut erhalten.

Große und kleine Festung mit Verbindungswall in Zegrze

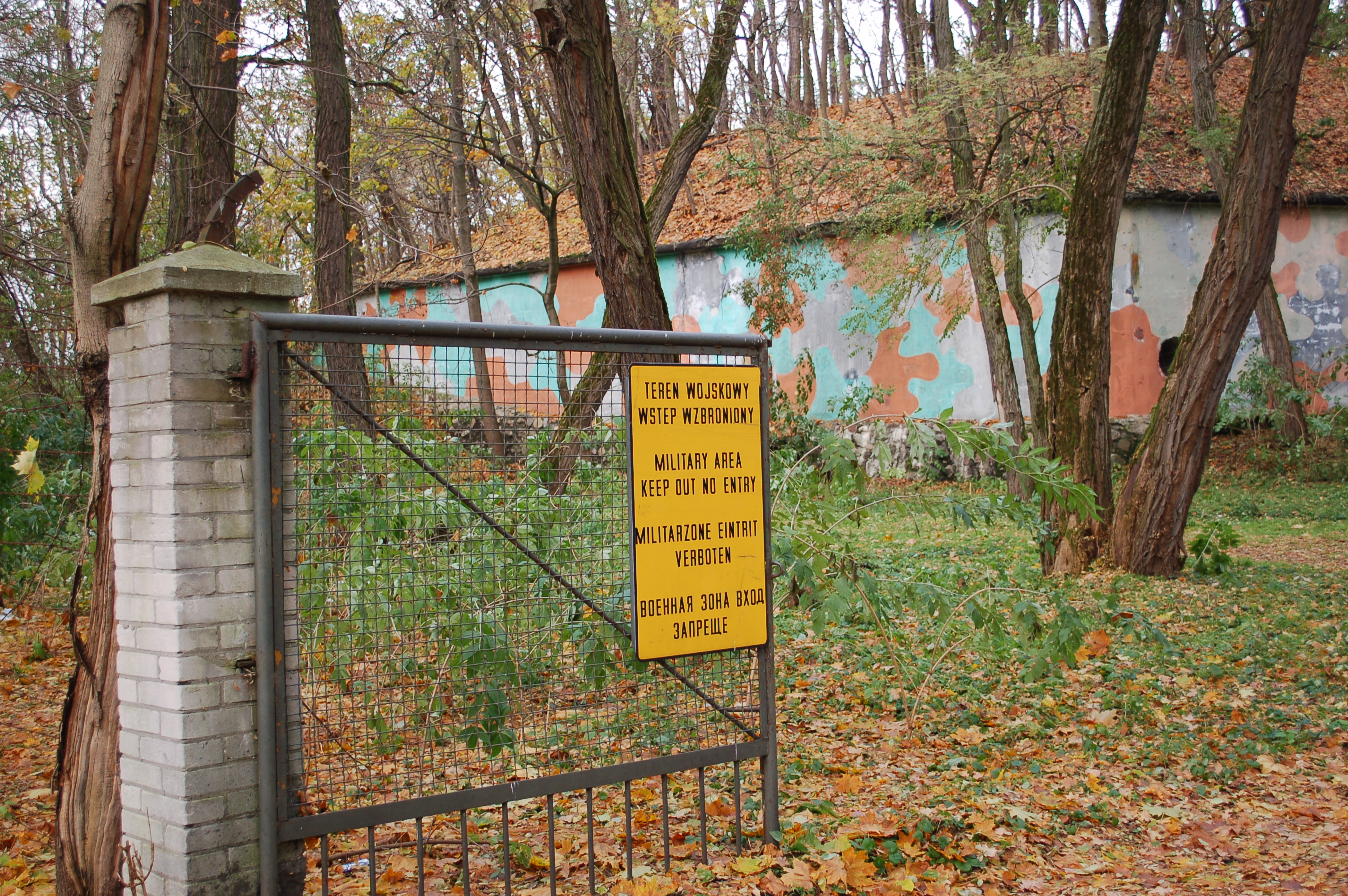
Zugang zum kleinen Werk

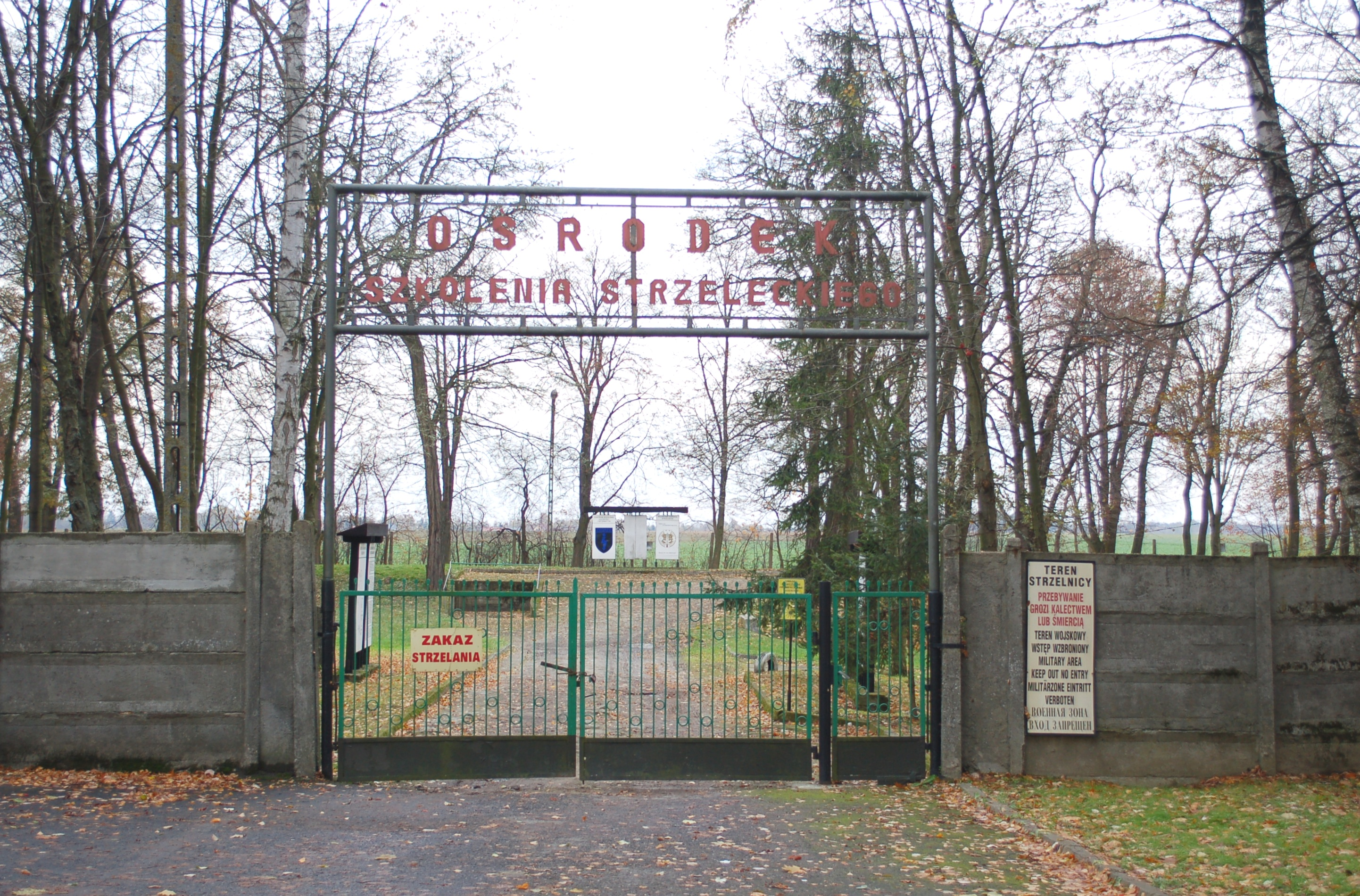
Heute als Schießstand genutzt: die Anlage des ehemaligen Verbindungswalles

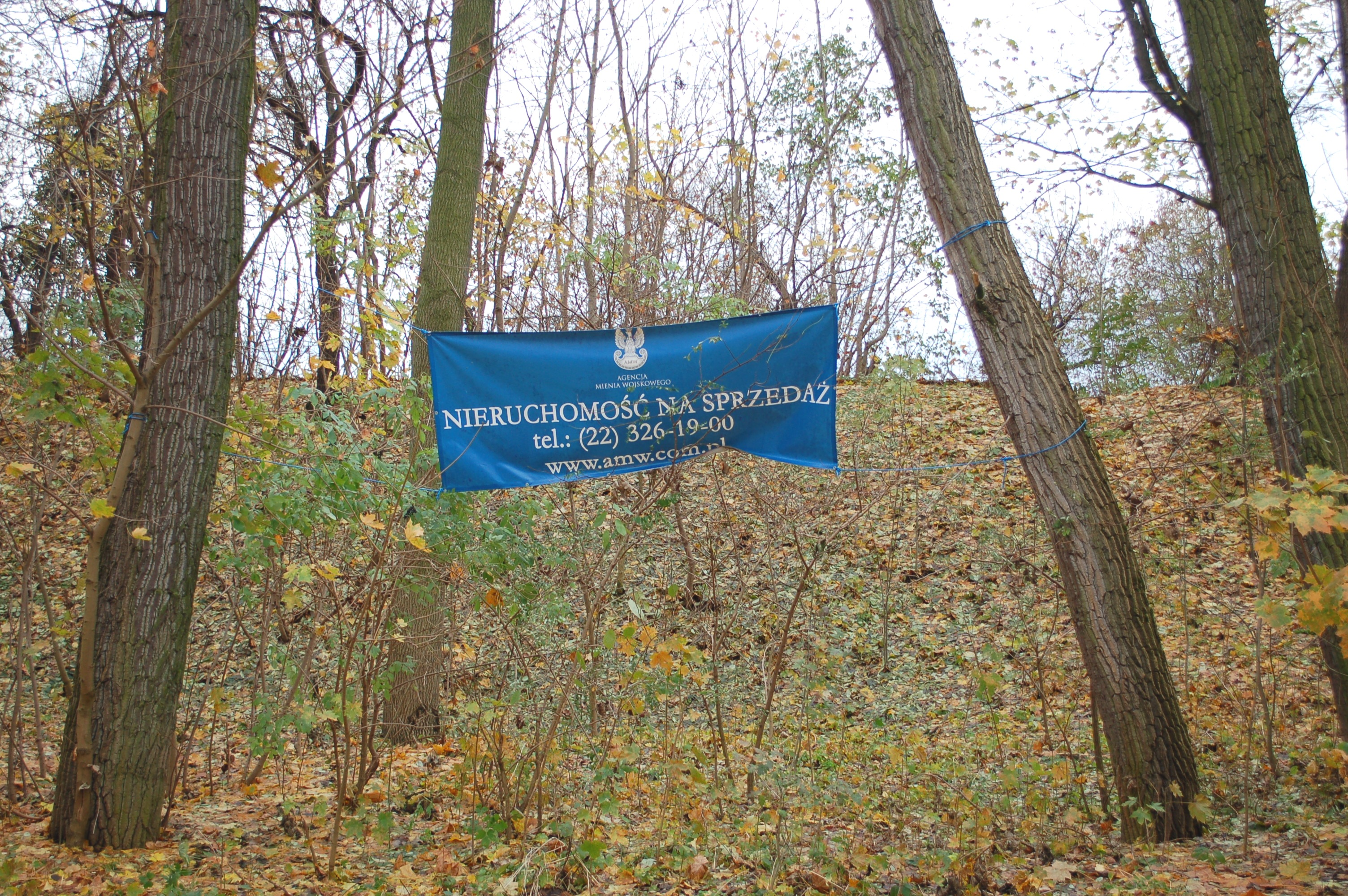
Teile der Anlage stehen zum Verkauf – hier eines der beiden Pulvermagazine am Seeufer

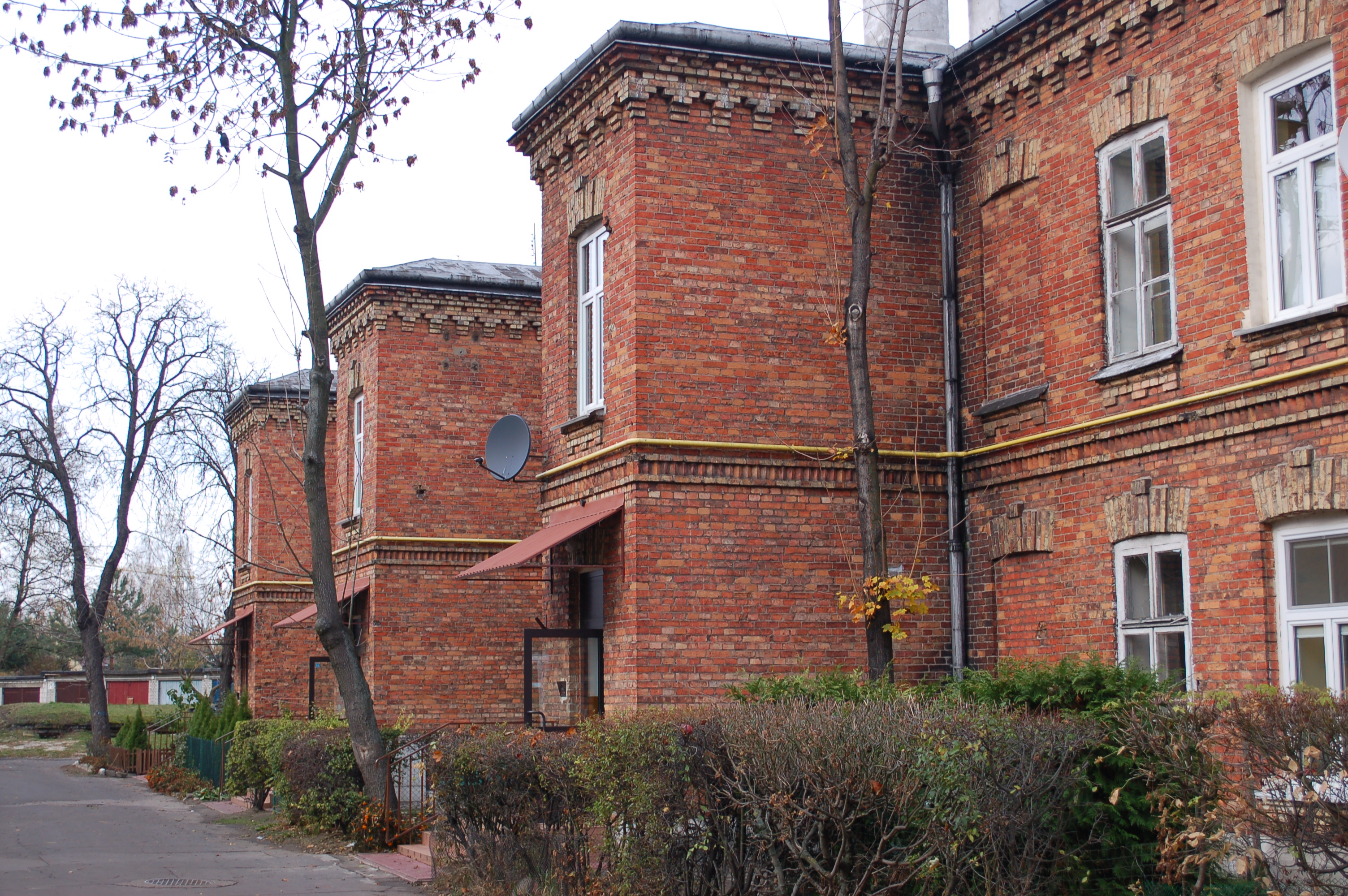
Kasernengebäude in Zegrze Süd (Zegrze Południowe)

### Erster Weltkrieg
Nach dem verlorenen russisch-japanischen Krieg 1904/05 gab der finanziell geschwächte Zar Nikolaus II. – zum Unmut seines Generalstabs – die Idee eines weiteren massiven Ausbaus des Warschauer Festungsdreiecks auf. Nur die Modliner Festung wurde erweitert und modernisiert. Kurz vor Beginn des Ersten Weltkriegs kam es noch zu einer teilweisen Reaktivierung der Fortgürtel in Warschau. Die recht modernen Anlagen in Zegrze wurden dagegen nicht mehr erweitert.
Im Zuge der Offensive an der Ostfront wurde die Festung am 6. August 1915 von deutschen Truppen angegriffen. In der Nacht zum 7. August gab die russische Besatzung die Anlage auf und zerstörte beim Abmarsch die Flussbrücke. Die Festung wurde von Einheiten der 21. Landwehr-Brigade und der „Brigade Pfeil“ (beide: Armeegruppe Beseler) im Rahmen der Angriffsvorbereitungen auf Modlin besetzt.
Nach dem Ersten Weltkrieg wurde die Fortlinie Zegrze-Warschau bis auf drei Forts (Beniaminów, Wawer, Kawęczyn) zwar nicht mehr realisiert; ab den 1920er Jahren entstanden hier aber zusätzlich kleinere Bunker und befestigte Unterstände.
Am 28. November 1918 wurde Oberst Olgierd Pożerski zum Kommandanten der Festung und Garnisonskommandeur bestellt. In der Zwischenkriegszeit wurden polnische Truppen in der Festung stationiert, die sich zu einem Ausbildungsort der polnischen Fernmeldetruppe entwickelte. Ab 1919 befand sich hier das Trainingslager der Fernmelde-Offiziere (Obóz Wyszkolenia Oficerów Wojsk Łączności). 10 Jahre später wurde die Schule in Fernmelde-Trainingszentrum (Centrum Wyszkolenia Łączności) umbenannt.
Am 14. Mai 1930 besuchten Ignacy Mościcki und Mitte der 1930er Jahre Józef Piłsudski die Festung. Im Mai 1937 inspizierte Marschall Edward Rydz-Śmigły das Trainingszentrum.

### Nachkriegszeit
Auch nach dem Zweiten Weltkrieg wurde polnisches Militär in Zegrze stationiert. 1950 entstand hier die Fernmelde-Offiziersschule (Oficerska Szkoła Łączności). 1967 erhielt die Institution den Status einer Hochschule (Wyższa Szkoła Oficerska Wojsk Łączności), die hier 30 Jahre lang ausbildete. In der Zwischenzeit war in Zegrze auch das Militärische Fernmeldeinstitut (Wojskowy Instytut Łączności) untergebracht, das Beiträge zur Entwicklung der Telekommunikation lieferte.
Heute werden in Zegrze Soldaten am nach Helidor Cepa benannten Fernmelde- und Informatik-Ausbildungszentrum (CSŁiI – Centrum Szkolenia Łączności i Informatyki im. gen. bryg. Heliodora Cepy) geschult. Seit dem Jahr 2002 nutzt die Armee die große Festung in Zegrze nicht mehr.

## Umstrittene Privatisierung
Im Jahr 2002 wurde der westliche, größere Festungsteil der Anlage an die polnische Nationalbank NBP verkauft. Der Verkauf der denkmalgeschützten und gut erhaltenen Anlage sowie die Pläne zur Umwidmung verstießen nach Ansicht von Fachleuten gegen bestehendes Recht. Diverse polnische Medien griffen die Kontroverse um die Privatisierung und beginnende Zerstörung der in Europa einmaligen Anlage auf.

## Bestandteile der Garnison
Die militärischen Einrichtungen der Garnison in Zegrze beinhalteten neben dem großen und dem kleinen Festungswerk, dem verbindenden Wall und mehrere Kasernen sowie Verwaltungsgebäude auch ein Offizierskasino. Außerdem gehörten sieben Munitionslager sowie die militärisch wichtige Brücke zur Garnison.

### Kasernen in Zegrze
Die Kasernen der Festungskommandantur befanden sich nicht nur in der Ortschaft Zegrze. Zu Beginn des 20. Jahrhunderts wurde ein weiterer Kasernen-Komplex in Białobrzegi, einer zwischen Zegrze und Beniaminów gelegenen Ortschaft, errichtet. In Zegrze gab es eine Kaserne bei der Festung, eine weitere – südlich des Flusses – in der Stadt. Beide verfügten über mehrere Dutzend gemauerte Unterkünfte und Verwaltungsgebäude. Eine vormals katholische Kirche wurde zu orthodoxer Nutzung angepasst.
Der Radziwiłł-Palast am Flussufer wurde zur Sommerresidenz der russischen Festungskommandanten umgebaut.

### Offizierskasino
Das gut erhaltene, ehemalige Offizierskasino befindet sich in unmittelbarer Nähe des Festungswalles auf der Nordseite des Sees.

### Narew-Brücke
In Verbindung mit dem Bau der Festung wurde 1894 von Mieczysław Marszewski eine neue hölzerne Brücke über den Narew errichtet. Auf dieser Brücke verkehrten nicht nur Fußgänger und Fahrzeuge, hier verlief zur Versorgung der Festung vom Südteil von Zegrze aus auch eine Schmalspurbahn. Es wurde an beiden Seiten je ein Brückenwachturm auf heute noch existierenden Betonpfeilern errichtet. Im Jahr 1897 wurde – erneut unter Leitung von Marszewski – eine robustere Brücke in Stahlfachwerkkonstruktion errichtet. Diese Brücke stand bis 1915 – dann wurde sie von russischen Truppen vor anmarschierenden deutschen Einheiten gesprengt. Die Neuerrichtung erfolgte 1926. Im Jahr 1939 wurde sie von polnischen Pionieren zerstört. Die Brücke wurde 1947 erneuert und bis zum Bau einer modernen, vierspurigen Betonbrücke im Jahr 2003 genutzt. Heute verläuft hier die Droga krajowa 61.